# Championnat d'Allemagne de l'Est masculin de handball
Le Championnat d'Allemagne de l'Est masculin de handball, ou Oberliga-DDR, mettait aux prises les meilleures clubs masculins de handball en Allemagne de l'Est.

## Histoire
Organisé par la Deutscher Handball-Verband der DDR, le championnat de handball se met en place dès 1950, soit un an après la fondation de la République démocratique allemande, avec 12 équipes, selon un format assez compliqué comportant plusieurs poules de qualification et des phases finales. En 1951, seules sept équipes sont engagées, puis, entre 1952 et 1954, 6 champions régionaux. En 1955, on adopte un format qui sera conservé jusqu'en 1964 : 10, puis 12 et jusqu'à 20 équipes réparties en deux poules s’affrontent en matches aller-retours et les vainqueurs s’affrontent dans la grande finale.
Il faut attendre la saison 1964-1965 pour qu’un tournoi classique en matches aller-retours soit adopté (10 clubs jusqu’en 1988, puis 12 jusqu'en 1991). Le dernier championnat se conclut en 1991 par le dixième titre du SC Magdebourg qui égalise ainsi les dix championnats remportés par le Motor / SC Empor Rostock entre 1953 et 1987.

## Palmarès
La palmarès est :
- 1950 SC Berlin-Weißensee
- 1951 Volkspolizei Halle
- 1952 Volkspolizei Halle
- 1953 Motor Rostock
- 1954 Motor Rostock
- 1955 Motor Rostock
- 1956 Motor Rostock
- 1957 SC Empor Rostock
- 1958 SC Lokomotive Leipzig[2]
- 1959 SC DHfK Leipzig
- 1960 SC DHfK Leipzig
- 1961 SC DHfK Leipzig
- 1962 SC DHfK Leipzig
- 1963 BSG Lokomotive SO Magdebourg
- 1964 ASK Vorwärts Berlin
- 1965 SC DHfK Leipzig
- 1966 SC DHfK Leipzig
- 1967 SC Dynamo Berlin
- 1968 SC Empor Rostock
- 1969 SC Dynamo Berlin
- 1970 SC Magdebourg
- 1971 SC Dynamo Berlin
- 1972 SC Leipzig
- 1973 SC Empor Rostock
- 1974 ASK Vorwärts Francfort/Oder
- 1975 ASK Vorwärts Francfort/Oder
- 1976 SC Leipzig
- 1977 SC Magdebourg
- 1978 SC Empor Rostock
- 1979 SC Leipzig
- 1980 SC Magdebourg
- 1981 SC Magdebourg
- 1982 SC Magdebourg
- 1983 SC Magdebourg
- 1984 SC Magdebourg
- 1985 SC Magdebourg
- 1986 SC Empor Rostock
- 1987 SC Empor Rostock
- 1988 SC Magdebourg
- 1989 ASK Vorwärts Francfort/Oder
- 1990 SC Berlin
- 1991 SC Magdebourg

## Bilan par club
Le bilan par club est :
| Rang  | Club                            | Titres | Années                                                     |
| ----- | ------------------------------- | ------ | ---------------------------------------------------------- |
| 1     | Motor / SC Empor Rostock        | 10     | 1953, 1954, 1955, 1956, 1957, 1968, 1973, 1978, 1986, 1987 |
| 1     | SC Magdebourg                   | 10     | 1970, 1977, 1980, 1981, 1982, 1983, 1984, 1985, 1988, 1991 |
| 3     | SC DHfK Leipzig                 | 6      | 1959, 1960, 1961, 1962, 1965, 1966                         |
| 4     | ASK Vorwärts Berlin / Francfort | 4      | 1964, 1974, 1975, 1989                                     |
| 4     | 1.SC/Dynamo Berlin              | 4      | 1967, 1969, 1971, 1990                                     |
| 6     | SC Leipzig                      | 3      | 1972, 1976, 1979                                           |
| 7     | VP Halle                        | 2      | 1951, 1952                                                 |
| 8     | SC Berlin-Weißensee             | 1      | 1950                                                       |
| 8     | BSG Lok Südost Magdebourg       | 1      | 1963                                                       |
| 8     | SC Lokomotive Leipzig           | 1      | 1958                                                       |
| Total | Total                           | 41     | 1950-1991                                                  |